# Malgasochilo
Malgasochilo là một chi bướm đêm thuộc họ Crambidae.